# مجنحة فاكسينال
مجنحة فاكسينال (تسمية ثنائية:†Faxinalipterus) هي جنس منقرض من فقاريات، ربما من فصيلة التيروصورات، من أواخر العصر الثلاثي وجدت أحافيره في تشكيل كاتوريتا في جنوب البرازيل.